# Катарина фон Щолберг
Катарина фон Щолберг (на немски: Katharina zu Stolberg) е графиня от Щолберг и чрез женитба графиня на Хенеберг в Тюрингия, наследничка на Шварца в Тюрингия.

## Биография
Родена е на 6 ноември 1511 година в Щолберг. Тя е най-малката дъщеря на граф Бото фон Щолберг (1467 – 1538) и съпругата му графиня Анна фон Епщайн-Кьонигщайн (1481 – 1538), дъщеря на граф Филип I фон Епщайн-Кьонигщайн († 1480/1481) и графиня Луиза де Ла Марк († 1524). Сестра е на Юлиана фон Щолберг.
Катарина фон Щолберг се омъжва през юни 1537 г. в Аша, Бавария, за граф Албрехт фон Хенеберг-Шварца (* ок. 1500; † 5 юни 1549), четвъртият син на граф Херман VIII фон Хенеберг-Рьомхилд (1470 – 1535) и принцеса Елизабет фон Бранденбург (1474 – 1507). Бракът е бездетен. Линията Хенеберг-Шварца изчезва.
През 1535 – 1538 г. Албрехт фон Хенеберг строи резиденцията си дворец Шварца върху остатъците на средновековния воден замък в Тюрингер Валд. Чрез завещание Шварца отива през 1549 г. на графовете на Щолберг и замъкът е тяхна резиденция до 1748 г.
Катарина фон Щолберг умира на 18 юни 1577 г. в Шварца на 65 години.